# T級駆逐艦
T級駆逐艦（英語: T-class destroyer）はイギリス海軍の駆逐艦の艦級。1940年度戦時予算に基づく第6次戦時急造艦隊として8隻が建造され、1943年から1944年にかけて順次に就役した。全艦が第二次世界大戦を戦い抜いたのち、15型または16型フリゲートに改装され、水中高速潜時代の対潜戦を担うこととなった。

## 来歴
第二次世界大戦の勃発を受けてイギリス海軍は戦時緊急計画を発動し、駆逐艦の急造に着手した。まず、1940-1年度計画で建造を予定していた中間的駆逐艦（J級に準じた設計）の建造を前倒しして、O級・P級が建造されたのち、新しい戦時要求の反映や急造に適した設計への変更を図ったQ級・R級に移行した。
1941年3月14日に発注された第6次戦時急造艦隊は、その2ヶ月前に発注された第5次戦時急造艦隊（S級）と同様、R級の準同型艦とされた。これが本級である。

## 設計
上記の経緯から、設計はS級とほぼ同様であり、J級以来の単煙突・船首楼型という船型のほか、Q級で導入された燃料搭載量の増大や復原性の改善、艦尾のトランサム・スターン、またS級で導入されたトライバル級と同様の艦首形状も踏襲された。ただし本級では、北極圏行動用の防寒設備が省かれている。
機関もS級と同様にQ級・R級の構成が踏襲され、アドミラルティ式3胴型水管ボイラー（蒸気圧力300 lbf/in2 (21 kgf/cm2)、温度332.2℃）、パーソンズ式オール・ギヤード・タービンによる2軸推進、出力40,000馬力である。

## 装備
装備も、おおむねS級の構成が踏襲された。艦砲は45口径12cm砲（QF 4.7インチ砲Mk.IX）を最大仰角55度のMk.XXII砲架と組み合わせて4基搭載、射撃指揮装置も、対空用には285型レーダーを備えたMk.II(W)方位盤とFKC射撃盤、対水上用には基線長3.66メートルの測距儀を備えたDCT方位盤とAFCC射撃盤が用いられた。
近距離用の対空兵器としては、S級で採用されたヘイズメイヤー式の56口径40mm連装機銃1基と70口径20mm連装機銃4基が基本とされた。56口径40mm連装機銃のかわりに、「トラウブリッジ」「チューモルト」「タスカン」「ティリアン」では70口径20mm単装機銃2基、「タープシコリー」では70口径20mm連装機銃2基を搭載して竣工したが、のちに全艦が56口径40mm連装機銃を搭載した。また1944年3月、地中海艦隊所属艦（「チューモルト」「ティリアン」「タープシコリー」「トラウブリッジ」）に対して、陸軍式の56口径40mm単装機銃の搭載が行われた。また1945年に東洋艦隊で対日戦に投入された艦では、特別攻撃隊対策として、20mm連装機銃を56口径40mm単装機銃や39口径40mm単装機銃（QF 2ポンド・ポンポン砲）に換装強化した。

## 同型艦
大戦後、全艦が高速対潜フリゲートに改造されたが、大規模なタイプ15改造を受けたのは嚮導艦「トラウブリッジ」のみで、他の7隻は改造費の低廉なタイプ16改造にとどめられ、1960年代後半まで使用された。
| T級駆逐艦 | T級駆逐艦                             | T級駆逐艦          | T級駆逐艦       | 高速対潜フリゲート | 高速対潜フリゲート | 高速対潜フリゲート | 高速対潜フリゲート | 高速対潜フリゲート                          |
| #         | 艦名                                  | 造船所             | 就役            | 改修               | 改修開始           | #                  | 再就役             | その後                                      |
| --------- | ------------------------------------- | ------------------ | --------------- | ------------------ | ------------------ | ------------------ | ------------------ | ------------------------------------------- |
| R23       | ティーザー HMS Teazer                 | キャメル・レアード | 1943年 9月13日  | 16型               | 1953年             | F23                | 1954年             | 1961年9月退役。 1965年8月7日解体。          |
| R45       | テネイシャス HMS Tenacious            | キャメル・レアード | 1943年 10月30日 | 16型               | 1951年             | F44                | 1952年 5月8日      | 1956年に予備役編入。1965年に解体。          |
| R89       | ターマガント HMS Termagant            | ウィリアム・デニー | 1943年 10月8日  | 16型               | 1952年             | F189               | 1953年             | 1960年に予備役編入。 1965年11月5日解体。    |
| R33       | タープシコリー HMS Terpsichore        | ウィリアム・デニー | 1944年 1月22日  | 16型               | 1953年             | F19                | 1954年             | 1960年に予備役編入。 1966年5月17日解体。    |
| R00       | トラウブリッジ HMS Troubridge ※嚮導艦 | ジョン・ブラウン   | 1943年 3月8日   | 15型               | 1955年             | F09                | 1957年             | 1969年3月29日に退役。 1970年5月5日に解体。  |
| R11       | チューモルト HMS Tumult               | ジョン・ブラウン   | 1943年 4月2日   | 16型               | 1949年             | F121               | 1950年             | 1957年12月予備役編入。 1965年10月25日解体。 |
| R56       | タスカン HMS Tuscan                   | スワン・ハンター   | 1943年 3月11日  | 16型               | 1952年 5月         | F156               | 1953年 9月         | 1966年3月26日、スクラップとして売却。       |
| R67       | ティリアン HMS Tyrian                 | スワン・ハンター   | 1943年 8月8日   | 16型               | 1951年             | F67                | 1952年             | 1965年3月9日、スクラップとして売却。        |